# کنستانتین ساتونین
کنستانتین ساتونین (انگلیسی: Konstantin Satunin؛ ۲۰ مه ۱۸۶۳ – ۱۰ نوامبر ۱۹۱۵) دانشمند در زمینهٔ جانورشناسی اهل امپراتوری روسیه بود که به دلیل تحقیقاتش بر روی پستانداران روسیه و آسیای مرکزی شناخته شده‌است.